# Schatteburg
Schatteburg wurde anlässlich der Verwaltungs- und Gebietsreform am 1. Januar 1973 in die neue Gemeinde Rhauderfehn eingegliedert. Er ist mit rund 90 Einwohnern der kleinste Ortsteil der Gemeinde. Die Streusiedlung, die aus kleinen Gruppen aus Höfen und Häusern besteht, liegt etwa acht Kilometer südöstlich der Kreisstadt Leer in Ostfriesland. Die 6,01 Quadratkilometer große Gemarkung wurde auf Gley-Podsol-Boden gegründet.

## Geschichte
Erstmals wurde der Ort 1484 als Scarteborch erwähnt. Die heutige Schreibweise ist seit 1719 geläufig. Der Name des Ortes geht auf die im Mittelalter errichtete Schatteburg zurück. Deren Bezeichnung wiederum ist vom Rufnamen Sc(h)arte abgeleitet, der auch im Familiennamen des im 15. Jahrhundert in der Gegend ansässigen Focko Schartinghe enthalten ist. Diese Burg wurde wahrscheinlich im 15. Jahrhundert an dem nach Backemoor führenden Karkweg errichtet. Die Funktion der Burg war die einer Zollburg, die Abgaben für die Cirksena in Greetsiel und Norden eintreiben sollte. An ihr führte die Heerstraße von Collinghorst nach Nortmoor vorbei. Die Zollpächter sind als Familie von Schatteburg  in den Niederadelsstand aufgestiegen und zwischen 1733 und 1735 auf die Münkeburg in Nortmoor übergesiedelt. Spätestens zu diesem Zeitpunkt war die Burg aufgegeben. Die Burg wurde erstmals 1503 in einer Urkunde erwähnt. Dieser waren Planzeichnungen beigelegt, nach denen die Burg aus einem runden und einem rechteckigen Turm beiderseits des Weges bestand. Um sie herum standen weitere Gebäude. Zur Burg gehörte ein mit Wall und Graben befestigtes Vorwerk 1 km nordwestlich auf einer Warft, das 1814 durch eine Sturmflut zerstört wurde.